# Старо адмиралтейство
Старото адмиралтейство, наричано Пристройката (на английски: Admiralty Extension) е сграда в стил Кралица Анна в историческия център на Лондон, пред плаца на Конната гвардия. Служи за седалище на правителствени учреждения на Великобритания.
Построено е през 1890-те години, в периода на гонката в морските въоръжения с Германия. До 1964 г. в него се намират отделите на Адмиралтейството. По-късно преминава в разпореждане на правителството и се използва от учрежденията по необходимост. В него има кабинети на членове на правителството и се провеждат приеми.